# 细胞分裂系列
细胞分裂系列是一系列以美國作家湯姆·克蘭西冠名的電子遊戲和小說。主角山姆·費雪（英語：Sam Fisher）是一個訓練有素的國安局黑色作戰分部「第三梯隊」（英語：Third Echelon）的特務，於最新作黑名單當中成為「第四梯隊」的指揮官。该作吸取了一些之前的隐蔽类游戏如神偷系列的特色。

## 游戏术语
第三梯隊/第四梯队
第三梯隊（英語：Third Echelon）是縱橫諜海系列的虛構單位，一群精銳的情報收集部隊，以一個遠距的隊伍支援單獨在戰場上的特務，隸屬於美國國家安全局，總部在美國華盛頓哥倫比亞特區。其知名度不如聯邦調查局，但所擁有的權限卻大於它。該部門的行動理念是該類型的部隊完全不被官方承認，如果特工在戰場上被挾持或殺死，政府將否認派出或知曉該單位的行動或存在。該名獨自行動的特務必須無形且銳利如刀子，就像玻璃碎片一樣。縱橫諜海的主角為第三梯隊的山姆·費雪。
在「细胞分裂」的遊戲中，玩家扮演的主角是國安局的特工。
2012年因為《斷罪》事件而被美國總統勒令解散，並由新成立的第四梯隊（Fourth Echelon）取代。
縱橫諜海這個系列的名稱由湯姆·克蘭西的公司Rubicon所有，並授權Ubisoft製作遊戲。該遊戲的角色，以及「第三梯隊」本身，為Ubisoft作家JT Petty所創作。
第五特權
特務被派到世界各地執行“第五特權”：執行任何必要的任務來保護美國國家安全與和平。第五特權是根據美國總統羅斯福於1941年的著名國情咨文演講四大自由所衍生出來的。

## 電子遊戲
該系列的電子遊戲為第三人稱潛入，由Ubisoft開發及發行，是90年代後期第三人稱潛入類電子遊戲變得受歡迎的浪潮中的一個重要部份。該類型的始創者，令人喝彩的Metal Gear及Thief系列，遊戲性與细胞分裂系列有很多共通點。
细胞分裂現包括：
| 標題                                                                   | 發行年份 | 發行平台                                                                         |
| ---------------------------------------------------------------------- | -------- | -------------------------------------------------------------------------------- |
| 细胞分裂 Tom Clancy's Splinter Cell                                    | 2002     | Xbox、PS2, GameCube、PC、Macintosh、Game Boy Advance、N-Gage、PlayStation 3      |
| 细胞分裂：隊伍秘密行動 Tom Clancy's Splinter Cell: Team Stealth Action | 2003     | N-Gage                                                                           |
| 縱橫諜海：潘朵拉計劃 Tom Clancy's Splinter Cell: Pandora Tomorrow      | 2004     | Xbox、PlayStation 2、GameCube、PC、Game Boy Advance、NOKIA S60、PlayStation 3    |
| 縱橫諜海：混沌理論 Tom Clancy's Splinter Cell: Chaos Theory            | 2005     | Xbox、PlayStation 2、GameCube, Nintendo DS、PC、N-Gage、NOKIA S60、PlayStation 3 |
| 縱橫諜海：間諜本色 Tom Clancy's Splinter Cell: Essentials              | 2006     | PSP                                                                              |
| 细胞分裂：雙重間諜 Tom Clancy's Splinter Cell: Double Agent            | 2006     | Xbox、Xbox 360、PlayStation 2、GameCube、PC、NOKIA S60、WII                      |
| 细胞分裂：斷罪 Tom Clancy's Splinter Cell: Conviction                  | 2010     | Xbox 360、PC                                                                     |
| 细胞分裂：3D Tom Clancy's Splinter Cell: 3D                            | 2011     | Nintendo 3DS                                                                     |
| 细胞分裂：黑名單 Tom Clancy's Splinter Cell: blacklist                 | 2013     | PC、PlayStation 3、XBOX360、Wii U                                                |

故事情節與大部份遊戲相同。恐怖份子設計使用大殺傷力武器，通常透過使用作戰通知，山姆·費雪要去制止它們。任務包括了搜集情報來捕捉或除去恐怖份子成員。
潛入是遊戲的絶對關鍵；射擊或殺死任何平民或敵人可能會導致任務失敗或增加難度（例如守衛會更好地裝備自己來準備受襲），當一個非玩家角色發現受傷、一個昏倒的人或山姆費雪自己警報就會出現。在頭兩個遊戲中，任務會因觸發了指定數量的警報而中止；視任務而定有時只會早結束任務。在第三個遊戲的特色是一個新的系統，敵人引發每次警報的意識到達一個新水平。例如，在第四個警報出現後，敵人會在地圖週遭設防等待你。
最平穩地保持無形的方法為選擇不顯眼的路線，以及通過轉移注意力的方法來通過守衛。遊戲結合了解決問題和快速行動。攻擊必需是迅速、無聲及果斷的以確保成功。细胞分裂與其他遊戲的分別在於創新的多人遊戲模式。潘朵拉計劃引入了2對2多人模式，給予兩隊分別很大的裝備來對戰。混沌理論進一步發展該模式以及加入協力入作戰模式。這模式與單人遊戲的玩法非常相似，但特色是可以完成大量當兩名玩家作為一隊伍時才可以完成的行動。
在2010年推出的《斷罪》中，與前作不同的是費雪在白天行動將佔主導，同時遊戲互動能力大大增強，身邊的每一件物品幾乎都可以用來當作武器。

## 小說
细胞分裂小說使用David Michaels作為筆名，由不同作家寫成。頭兩本小說的作者為美國作家雷蒙德·本森，他是數本官方詹姆士龐德小說和短戲的作者。在2006年雷蒙德·本森從寫作中退下並說出下一本小說會由另一個作家使用同一個筆名寫作，而這名作家則是格蘭特·布萊克伍德。2013年的小說《Splinter Cell: Blacklist Aftermath》由彼得·泰勒普寫作，不像之前的「David Michaels」小說，泰勒普卻用自己的姓名出版。
作者：雷蒙德·本森（筆名David Michaels）
- 《Tom Clancy's Splinter Cell（英语：Tom Clancy's Splinter Cell (novel)）》（2004年）
- 《Tom Clancy's Splinter Cell: Operation Barracuda（英语：Tom Clancy's Splinter Cell: Operation Barracuda）》（2005年）

作者：格蘭特·布萊克伍德（筆名David Michaels）
- 《Tom Clancy's Splinter Cell: Checkmate（英语：Tom Clancy's Splinter Cell: Checkmate）》（2006年）
- 《Tom Clancy's Splinter Cell: Fallout（英语：Tom Clancy's Splinter Cell: Fallout）》（2007年）

作者：彼得·泰勒普（筆名David Michaels）
- 《Tom Clancy's Splinter Cell: Conviction（英语：Tom Clancy's Splinter Cell: Conviction (novel)）》（2009年）
- 《Tom Clancy's Splinter Cell: Endgame》（2009年）
- 《Tom Clancy's Splinter Cell Blacklist: Aftermath》（2013年）－第一本不使用筆名David Michaels的系列小說

## 電影
一部在製作中的電影的真實性已由新聞媒體以及包含在细胞分裂：混沌理論收藏版中的一段預告片中得到證實。最初預定由Peter Berg (Friday Night Lights)導演／製作，细胞分裂電子遊戲編劇JT Petty預定與John J. McLaughlin一起編寫劇本。
JT Petty與Peter Berg在2005年夏季退出了該計劃，該計劃由派拉蒙影業轉到夢工場。之後一個關於派拉蒙影業收購夢工場的宣佈，從那時開始就沒有該影片的新消息。製作公認為已停止。
2014年6月1日，Liman向IGN透露，目前他正和人在研究電影的劇本，並會將故事以年輕的山姆為主。

## 瑣事
- 原本湯姆·克蘭西否定了山姆·費雪使用三焦距鏡，通常鏡片同時擁有熱能探測及夜視能力是不可能製成的。作者主張使用兩副鏡會令遊戲變得笨拙並說服克蘭西同意這點。
- 不像大部份現時的電子遊戲，细胞分裂只在其他人物身上使用了動態捕捉技術——山姆·費雪的全部動作全為人手繪製。製作人認為這樣會令山姆的動作更為「流暢」。
- 與湯姆·克蘭西名字掛鈎的遊戲，包括了细胞分裂，都需要收到克蘭西的正式批准以獲得他的認可。他為某些遊戲的局面而為遊戲的角色尋找現實武器、軍事策略及健康系統。

## 角色
- 山姆·費雪
- 细胞分裂角色列表

## 評價
| 游戏                 | Metacritic                                                     |
| -------------------- | -------------------------------------------------------------- |
| 縱橫諜海             | (Xbox) 93 (PC) 91 (PS2) 89 (GC) 89 (GBA) 77                    |
| 縱橫諜海：潘朵拉計劃 | (Xbox) 93 (PS2) 87 (PC) 87 (GC) 78 (GBA) 68                    |
| 縱橫諜海：混沌理論   | (Xbox) 94 (PC) 92 (PS2) 87 (GC) 81 (3DS) 53 (NDS) 50           |
| 縱橫諜海：間諜本色   | (PSP) 58                                                       |
| 縱橫諜海：雙重間諜   | (Xbox) 89 (X360) 85 (PS2) 84 (PC) 80 (PS3) 78 (GC) 64 (Wii) 61 |
| 縱橫諜海：斷罪       | (X360) 85 (PC) 83 (iOS) 72                                     |
| 縱橫諜海：黑名單     | (PS3) 85 (PC) 85 (X360) 82 (WIIU) -                            |

## 外部連結
- Splinter Cell Fansite, TheFairerSects.com （页面存档备份，存于）
- Official site of game scriptwriter, JT Petty
- Official site of the author of the first two SC novels, RaymondBenson.com （页面存档备份，存于）
- Splinter Cell, Official site （页面存档备份，存于）
- Splinter Cell: Pandora Tomorrow, Official site （页面存档备份，存于）
- Splinter Cell: Chaos Theory, Official site
- Splinter Cell: Double Agent, Official site （页面存档备份，存于）